# Valenciennes FC
A Valenciennes Football Club (Valenciennes FC, USVA) egy 1915-ben alapított francia labdarúgóklub.

## Sikerei
- Másodosztályú bajnok: 1972, 2006
- Harmadosztályú bajnok: 2005
- Negyedosztályú bajnok: 1998
- Francia Kupa-döntős: 1951

## Kronológia

### A kezdetek
A csapatot 1915-ben alapította volna néhány fiatal, ám mivel ekkor zajlott az első világháború, vártak egy kicsit, amíg nyugalom lesz, és csak egy évvel később, pár másik fiatallal egyesülve, 1916-ban alapították meg az Union Sportive Valenciennes-Anzin-t (Valenciennes-Anzin Sport Szövetség, a francia szavak rövidítéseiből USVA), majd 1933-ban kaptak profi státuszt.

### A csapattal kapcsolatos események
1915: Megalakul a klub Valenciennes Football Club (FCV) néven.
1916: A klub neve átalakul Union Sportive Valenciennes-Anzin-né (Valenciennes-Anzin Sport Szövetség).
1933: A klub profi státuszt kap.
1993: A Valenciennes és a Marseille belekeveredik egy bundabotrányba.
1994: A csapatot a bundabotrány után visszasorolják a harmadosztályba.
1996: A profi éra vége, a csapat neve újra Valenciennes Football Club.
2005: A csapat újra profi státuszban.
2005: A klub följut a másodosztályba.
2006: Ismét első osztályú a csapat.

## Jelenlegi keret
2016. július 12. szerint.
| #  |     | Poszt | Név                |
| -- | --- | ----- | ------------------ |
| 1  | FRA | K     | Nicolas Kocik      |
| 3  | CAF | KP    | Eloge Enza Yamissi |
| 4  | BFA | KP    | Abdoul Aziz Kaboré |
| 5  | FRA | KP    | Adrien Tameze      |
| 6  | FRA | KP    | Angelo Fulgini     |
| 7  | MAR | KP    | Adil Azbague       |
| 8  | GPE | V     | Loïc Nestor        |
| 9  | FRA | CS    | Édouard Butin      |
| 10 | FRA | KP    | Sébastien Roudet   |
| 11 | MLI | KP    | Sigamary Diarra    |
| 12 | SEN | CS    | Lamine Ndao        |

| #  |     | Poszt | Név             |
| -- | --- | ----- | --------------- |
| 15 | FRA | V     | Moussa Niakhate |
| 16 | FRA | K     | Damien Perquis  |
| 17 | FRA | V     | Loris Néry      |
| 19 | SEN | KP    | Elhadj Dabo     |
| 21 | FRA | KP    | Andy Faustin    |
| 22 | SEN | V     | Saliou Ciss     |
| 24 | MAR | V     | Ahmed Kantari   |
| 25 | GHA | V     | Emmanuel Ntim   |
| 27 | FRA | CS    | Pierre Slidja   |
| 29 | CPV | CS    | Nuno da Costa   |